# Бояренко Олександр Олексійович
Олександр Олексійович Бояренко — (нар. 9 вересня 1950, Городок, Львівська область — пом. 1 червня 2016) — український історик і статистик футболу.

## Біографія
З 1954 року мешкає в Маріуполі.
Статистикою почав займатися з 1973 року. З 1981 заглибився в історію маріупольського футболу.
З 1982 року почав займатися 2-ю лігою чемпіонату СРСР та листуванням з відомими статистиками. Познайомився з С. Мартиновим, С. Іващенко, В. Гнатюком та М. Батіщевим. За порадою останнього розпочав займатися класом «Б» чемпіонату СРСР. За 10 років зібрав базу даних по Україні, що було зроблено завдяки співробітництву з багатьма статистиками футболу республіки і не тільки. У 1984 році познайомився з  Ю. Ландером, пізніше, з відомим російським статистиком із Уфи В. Колосом. З 1990 року почали виходити перші його видання. З 1997 року спільно з Ярмаком стали готувати брошури про футбол. У взаємодії з відомим статистиком футболу Конончуком, видали багато різноманітних щорічників та іншої літератури про футбол.
Автор символічного Клубу бомбардирів Класу «Б» чемпіонату СРСР імені Михайла Дідевича. Клуб опублікований в книзі Віктора Хохлюка «Голеадори» (стор. 72). До речі, Олександр Бояренко з іншими відомими статистиками футболу: Олексієм Бабешко, Юрієм Ландером, Віктором Стрихою виступив як консультант зазначеного видання.
Працював в прес-службі футбольного клубу «Іллічівець» (Маріуполь). Зараз на пенсії.
Одружений. Має двох дітей.

## Авторські праці

### Книги
- «Пионеры футбола Юга России» (рос.);
- «Долгий путь к мечте» (спільно з С.В.Катричем) (рос.);
- «Так начинался футбол в России» (співавтор) (рос.).

### Щорічники
- «Футбол: 1951-55 та 1957 року» (рос.);
- «Ера «Новатора». 4-ре части» (рос.);
- «Арсенал» (Киев) (рос.);
- «Спартак» (Сумы) (рос.);
- «Буревестник» (Мелитополь) (рос.);
- «Динамо» (Хмельницкий) (рос.).

### Довідники
- «Две части энциклопедического словаря о футболе Украины» (рос.).